# Braquer Mussolini
Pour plus de détails, voir Fiche technique et Distribution.
Braquer Mussolini (Rapiniamo il duce) est un film italien réalisé par Renato De Maria, sortie en 2022.

## Synopsis
Avril 1945 à Milan, l'armée fasciste prépare sa fuite vers la Suisse avec l'or de Mussolini en cas de défaite du régime. Isola et sa bande de contrebandiers, tentent de dérober cet or et montent un plan audacieux pour y arriver. Ce trésor serait pour lui et sa petite amie Yvonne, l'occasion de démarrer une nouvelle vie.

## Fiche technique
- Titre original : Rapiniamo il duce
- Réalisation : Renato De Maria
- Scénario : Renato De Maria, Federico Gnesini et Valentina Strada
- Montage : Clelio Benevento
- Musique : David Holmes
- Photographie : Gian Filippo Corticelli
- Production : Angelo Barbagallo
- Société de production : BiBi Film
- Société de distribution : Netflix
- Pays d'origine :  Italie
- Langue originale : italien
- Format : couleur - 2.39:1
- Genre : Comédie, Drame, Film historique et Action
- Durée : 90 minutes
- Dates de sortie : 26 octobre 2022

## Distribution
- Pietro Castellitto () : Pietro "Isola" Lamberti
- Matilda De Angelis () : Gianna "Yvonne" Ascari
- Tommaso Ragno () : Marcello Davoli
- Isabella Ferrari () : Nora Cavalieri
- Alberto Astorri () : Molotov
- Maccio Capatonda () : Giovanni Fabbri
- Luigi Fedele () : Amedeo
- Coco Rebecca Edogamhe () : Hessa
- Maurizio Lombardi () : Camillo Serbelloni
- Lorenzo De Moor () : Fiorenzo "Achab"
- Luca Lo Destro () : Maghreb
- Filippo Timi () : Achille Borsalino
- Giorgio Antonini () : Leonida

## Autour du film
Le long métrage a été présenté en avant-première le 15 octobre 2022 au 17e Festival international du film de Rome.
Au début du film, il est précisé que l’action se déroule à Milan, toutefois lors de la scène de l’entrevue au cinéma, c’est à Turin que les protagonistes se trouvent et pour cause il s’agit du cinéma « Lux » rebaptisé « Dux » pour les besoins du film, situé dans la Galleria San Federico de cette même ville.  